# Réseau pour l'excellence de l'enseignement supérieur en Afrique de l'Ouest
Le Réseau pour l'excellence de l'enseignement supérieur en Afrique de l'Ouest (REESAO) est une institution de coopération universitaire ouest-africaine.

## Historique
Le Réseau pour l'excellence de l'enseignement supérieur en Afrique de l'Ouest a été créé le 11 octobre 2005 à Lomé, la capitale du Togo, dans le but de promouvoir une nouvelle politique de coopération universitaire, en mettant prioritairement l'accent sur la modernisation de l’offre de formation universitaire, en vue de faciliter la mobilité et l’insertion professionnelle des étudiants.
Il s’agit  également pour les universités membres d’accroître leur efficacité et d’en faire des pôles d’excellence régionaux et des instruments d’appui au développement de leurs pays.

## Mission
Le REESAO a pour mission de définir, dans un esprit de solidarité et de synergie, les voies et les moyens indispensables à la mise en place du LMD (Licence - Master - Doctorat) en partenariat avec les institutions nationales et internationales (telles que l'AUF, le CAMES, l'UEMOA, etc.).

## Universités membres
Le REESAO regroupe actuellement des universités de sept pays francophones d'Afrique de l'Ouest : 
- Bénin : Université d'Abomey-Calavi, Université de Parakou
- Burkina Faso : Université de Koudougou, Université de Ouagadougou, Université Ouaga II, Université polytechnique de Bobo-Dioulasso
- Côte d'Ivoire : Université d'Abobo-Adjamé, Université de Bouaké, Université de Cocody
- Mali : Université de Bamako
- Niger : Université Abdou Moumouni
- Sénégal : Université de Thiès, École inter-état des sciences médicales et vétérinaires de Dakar,  université Alioune Diop de Bambey
- Togo : Université de Kara, Université de Lomé